# Munditia anomala
Munditia anomala là một ốc biển nhỏ, là động vật thân mềm chân bụng sống ở biển trong họ Liotiidae. It occurs at Tom Bowling Bay, North Island, New Zealand.